# Zandhommel
De zandhommel (Bombus veteranus) is een zeldzame hommel die in de Lage Landen sterk achteruit gaat. De werksters zijn zwart van kleur, met een witte tot gele, pluizige beharing. Het borststuk is altijd zwart van kleur, de kop is vrij lang.
Een volgroeide kolonie bestaat uit zo'n 60 tot 130 werksters. De zandhommel is polyfaag en te vinden op verschillende plantenfamilies. De koningin is 16-19, de werkster 10-16 en het mannetje 12-15 mm lang. De vleugels van de koningin hebben een maximale spanwijdte van 33 mm. De spanwijdte van de werksters is 21-28 mm. 